# Fanzin

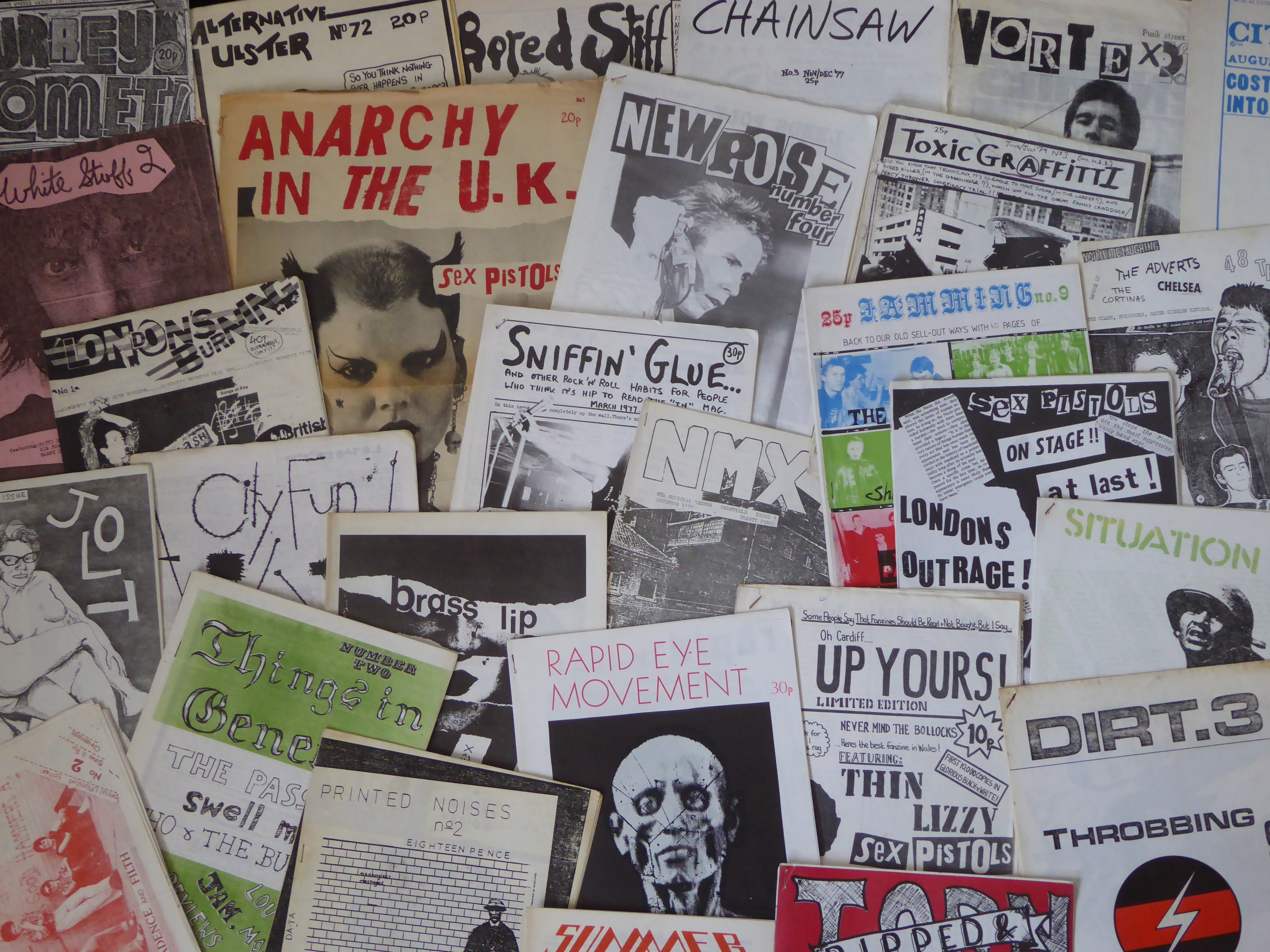
Výběr fanzinů.

Fanzin či jen zin (z fan + magazine) je v původním slova smyslu fanouškovský časopis vydávaný sci-fi kluby či jednotlivými fanoušky, termínu se však používá i pro subkulturní periodika z oblasti alternativní kultury, především z hardcore/punk scény. Termín „fanzin“ vznikl až počátkem čtyřicátých let, aby odlišil fanouškovské časopisy od profesionálních prozinů.
Za nejstarší fanziny z oblasti sci-fi lze považovat The Comet z roku 1930 editovaný Raymondem A. Palmerem a The Planet editovaný Allenenm Glasserem. V Československu začal vycházet první sci-fi fanzin Vega v roce 1977, editoval jej Karel Jedlička. Hlavním obsahem sci-fi fanzinů jsou povídky a informace o dění ve fandomu. K podomácké výrobě fanzinů sloužil psací stroj, lepidlo, nůžky a kopírka.
V oblasti alternativní kultury se jedná o periodika zabývající se kulturou, které se nedostává publicity a prostoru v mainstreamových médiích nebo která o takovou publicitu a prostor nestojí již z principu. Tyto fanziny vznikají z úsilí nadšenců (fandů) a mají vlastní distribuční kanály. Velkého významu měly především před masovým rozšířením internetové komunikace. Mezi první fanziny v České republice patřily např. fanziny Oslí uši, Sračka, Hlučná lobotomie, Mrdvola, Brněnská vrtule, Hluboká Orba ad. Určitou spřízněnost lze vidět i se samizdatovým undergroundovým časopisem Vokno.
Životnost fanzinů je velmi různorodá - od několika málo čísel až po několik desetiletí. Celosvětově vychází několik tisíc fanzinů, v České republice několik desítek.

## Některé fanziny

### Světové sci-fi fanziny
- Amateur Science Stories
- The Comet
- The Planet
- Futuria Fantasia
- Fanac
- SF Times
- Locus
- Ansimble
- Interzone
- Le Zombie
- Novae Terrae
- Matrix
- Vector
- Paperback Inferno
- Focus

### České a slovenské sci-fi fanziny
- Vega
- Sci-fi
- Sci-fi – Vědeckofantastický zpravodaj a informátor SFK Villoidus
- Interkom
- Makropulos
- Laser
- Slan
- VF
- Leonardo
- Bene Geserit
- Zbraně Avalonu
- Knihovnička Vakukoku
- Základna
- Monolith
- Andromeda News
- Et Cetera Heroes
- Labyrint
- Putna
- Poutník
- Imladris
- Acheron
- Žebrák
- Poslední dávka
- Dech draka
- Cori Celesti
- Třesk
- SFÉRA
- Pracovní sobota
- Delírium
- Shai-Hulud
- Logrus
- Punková Osveta
- Ufík
- STIMM
- Světelné roky

## Typy fanzinů
- Personalzin (Perzine) – fanzin psaný, rozmnožovaný a distribuovaný jediným člověkem.
- Prozine – nakladatelstvím profesionálně vydávaný fanzin.
- Semiprozine – poloprofesionální fanzin, vydávaný skupinou fanů na vlastní náklady a dodávaný do distribuční sítě za stanovenou cenu.
- Clubzine – fanzin vydávaný určitým klubem a určený k výměně za fanziny jiných klubů.
- Apazine – fanzin určený do distribuční sítě některé z APA (Amateur Press Association).
- Slickzine – fanzin s vysokou kvalitou provedení – hladká (slick), lesklá obálka, barevné ilustrace, atd.
- Adzine – fanzin zaměřený výhradně na fanovskou inzerci k výměně, prodeji a koupi knih, her, kazet atd.
- Newszine – fanzin informující o novinkách ve fandomu.
- Letterzine (Letzine) – fanzin obsahující pouze dopisy fanů bez komentáře vydavatele.
- Carbonize – fanzin psaný na stroji přes kopírovací papír.
- E-zine – elektronický fanzin, vydávaný na disketách či na internetu (Webzine).

## Jiné žánry
Po vzoru fanzinů zaměřených na fantastiku začaly vycházet i časopisy zaměřené na jiné umělecké žánry. Tak vznikly např.:
- Komiksové a grafické fanziny
- Rockové fanziny
- Punkové fanziny
- Fanziny filmových hororů
- RPG fanziny
- Sportovní fanziny